# Full Circle (Great White)
Full Circle è il tredicesimo album in studio del gruppo musicale statunitense Great White, pubblicato nel giugno del 2017 dalla Bluez Tone Records. 
È stato pubblicato anche in edizione speciale con allegato un DVD bonus contenente un documentario sulle registrazioni dell'album.

## Tracce
Tutte le canzoni sono state composte dai Great White, eccetto dove indicato.
1. I'm Alright – 4:53
2. Movin' On – 3:59 (Great White, JK Northrup)
3. This Is the Life – 4:32 (Great White, JK Northrup)
4. Let Me In – 4:53
5. Moonshine – 4:19
6. Cry of a Nation – 5:30
7. Give It Up – 4:13
8. Big Time – 5:45
9. Never Let You Down – 4:58 (Great White, JK Northrup)

## Formazione
- Terry Ilous – voce
- Mark Kendall – chitarre, cori
- Michael Lardie – chitarre, tastiere
- Scott Snyder – basso
- Audie Desbrow – batteria